# アルジェシュ県
| 県章 アルジェシュ県の位置 |                     |
| 地域                      | 南地域              |
| 歴史的な地域              | ムンテニア          |
| 県都                      | ピテシュティ        |
| 面積                      | 6,862km²            |
| 人口                      | 569,932人（2021年） |
| 人口密度                  | 83人/km²            |
| ISO 3166-2                | RO-AG               |

アルジェシュ県 （アルジェシュけん、Judeţul Argeş 、'ar.ʤeʃ）は、ルーマニア南部ワラキア地方の県。県都はピテシュティ。東部はドゥンボヴィツァ県、西部はヴルチャ県とオルト県、北はシビウ県とブラショフ県、南はテレオルマン県と接する。

## 人口統計
人口は569,932人（2021年国勢調査）。このうちルーマニア人が97パーセントを占める。ほかはロマなどである。
| 年   | 県人口の推移 |
| ---- | ------------ |
| 1948 | 448,964      |
| 1956 | 483,741      |
| 1966 | 529,833      |
| 1977 | 631,918      |
| 1992 | 681,206      |
| 2002 | 652,625      |
| 2011 | 612,431      |
| 2021 | 569,932      |

## 地理
県の総面積は6,862平方キロメートルである。
土地の高低は3つのきわだった部分に分けられる。北部は南カルパチア山脈に属する標高2,400メートル以上のファガラシュ（Făgăraş）山脈が連なり、北東にはレアオタ（Leaotă）山脈がある。この山脈の間には、ブラショフへむかう峠であるルカール＝ブラン（Rucăr-Bran）峠がある。標高が低くなる中央部には800メートル前後のカルパチアに属する丘陵地帯で、非常に深い谷と交差する。南部はワラキア平野の北部にあたる。 
県内を交差する主な河川は、アルジェシュ川で、その他の河川と同様に山に源を発している。南部の主要河川は、ヴェデア川とテレオルマン川である。

## 経済
アルジェシュ県は、国内でも産業化の進んだ県である。石油精製所と、ミオヴェニには2つの自動車工場、ダチアとAROがある。 
県の主な産業は以下の通りである:
- 自動車製造業
- 化学工業
- 電子部品製造業
- 住宅設備業
- 食品製造業
- 織物産業
- 建設資材生産

原油が中央部と南部で産出される。数カ所の石炭の炭鉱がある。ミオヴェニ近郊には原子力調査と、チェルナヴォダ原子力発電所用の原子力燃料を生産する施設がある。アルジェシュ川流域にはたくさんの水力発電所があり、ヴィドラル水力発電所とダムが知られる。
丘陵地帯はワイン生産と果樹園経営に適しており、南部は穀物生産に適している。

## 観光
主な観光地は以下のとおりである:
- ピテシュティ
- クルテア・デ・アルジェシュ　-　ルーマニア有数の美しい修道院がある
- クンプルング（en:Câmpulung）
- ファガラシュ山脈（en:Făgăraş Mountains）
- レアオタ山脈（en:Leaota Mountains）
- ポエナリ城 - ワラキア公ヴラド・ツェペシュの築いた要塞址[3]。
- コトメアナ修道院

## 行政区画
県は3つの都市と4つの町、95の基礎自治体からなる。

### 主な市町
- ピテシュティ
- クンプルング
- クルテア・デ・アルジェシュ
- ミオヴェニ
- コステシュティ
- トポロヴェニ
- シュテファネシュティ
- ウダ
- クカ
- コトメアナ
- ドブレシュティ (アルジェシュ県)